# Chandrapur
Chandrapur es una ciudad y  municipio situada en el distrito de Chandrapur en el estado de Maharashtra (India). Su población es de 320379 habitantes (2011). Se encuentra a en la confluencia de los ríos Erai y Zarpat.

## Demografía
Según el censo de 2011 la población de Chandrapur era de 320379 habitantes, de los cuales 164085 eran hombres y 156294 eran mujeres. Chandrapur tiene una tasa media de alfabetización del 89,42%, superior a la media estatal del 82,34%: la alfabetización masculina es del 93,45%, y la alfabetización femenina del 85,21%.

## Clima
| Parámetros climáticos promedio de Chandrapur (1981–2010, extremes 1901–2012) | Parámetros climáticos promedio de Chandrapur (1981–2010, extremes 1901–2012) | Parámetros climáticos promedio de Chandrapur (1981–2010, extremes 1901–2012) | Parámetros climáticos promedio de Chandrapur (1981–2010, extremes 1901–2012) | Parámetros climáticos promedio de Chandrapur (1981–2010, extremes 1901–2012) | Parámetros climáticos promedio de Chandrapur (1981–2010, extremes 1901–2012) | Parámetros climáticos promedio de Chandrapur (1981–2010, extremes 1901–2012) | Parámetros climáticos promedio de Chandrapur (1981–2010, extremes 1901–2012) | Parámetros climáticos promedio de Chandrapur (1981–2010, extremes 1901–2012) | Parámetros climáticos promedio de Chandrapur (1981–2010, extremes 1901–2012) | Parámetros climáticos promedio de Chandrapur (1981–2010, extremes 1901–2012) | Parámetros climáticos promedio de Chandrapur (1981–2010, extremes 1901–2012) | Parámetros climáticos promedio de Chandrapur (1981–2010, extremes 1901–2012) | Parámetros climáticos promedio de Chandrapur (1981–2010, extremes 1901–2012) |
| Mes                                                                          | Ene.                                                                         | Feb.                                                                         | Mar.                                                                         | Abr.                                                                         | May.                                                                         | Jun.                                                                         | Jul.                                                                         | Ago.                                                                         | Sep.                                                                         | Oct.                                                                         | Nov.                                                                         | Dic.                                                                         | Anual                                                                        |
| ---------------------------------------------------------------------------- | ---------------------------------------------------------------------------- | ---------------------------------------------------------------------------- | ---------------------------------------------------------------------------- | ---------------------------------------------------------------------------- | ---------------------------------------------------------------------------- | ---------------------------------------------------------------------------- | ---------------------------------------------------------------------------- | ---------------------------------------------------------------------------- | ---------------------------------------------------------------------------- | ---------------------------------------------------------------------------- | ---------------------------------------------------------------------------- | ---------------------------------------------------------------------------- | ---------------------------------------------------------------------------- |
| Temp. máx. abs. (°C)                                                         | 35.8                                                                         | 40.0                                                                         | 44.4                                                                         | 46.4                                                                         | 48.3                                                                         | 49.0                                                                         | 40.6                                                                         | 37.2                                                                         | 38.4                                                                         | 40.1                                                                         | 36.1                                                                         | 38.7                                                                         | 49.0                                                                         |
| Temp. máx. media (°C)                                                        | 30.5                                                                         | 33.4                                                                         | 37.6                                                                         | 41.3                                                                         | 42.9                                                                         | 38.0                                                                         | 32.0                                                                         | 30.8                                                                         | 32.4                                                                         | 32.7                                                                         | 31.1                                                                         | 29.9                                                                         | 34.4                                                                         |
| Temp. mín. media (°C)                                                        | 14.8                                                                         | 16.9                                                                         | 21.1                                                                         | 25.2                                                                         | 28.0                                                                         | 26.6                                                                         | 24.4                                                                         | 24.0                                                                         | 24.0                                                                         | 21.5                                                                         | 16.8                                                                         | 13.4                                                                         | 21.4                                                                         |
| Temp. mín. abs. (°C)                                                         | 2.8                                                                          | 3.9                                                                          | 7.2                                                                          | 11.7                                                                         | 18.9                                                                         | 20.0                                                                         | 17.8                                                                         | 18.3                                                                         | 18.3                                                                         | 10.9                                                                         | 6.2                                                                          | 3.5                                                                          | 2.8                                                                          |
| Lluvias (mm)                                                                 | 9.2                                                                          | 12.8                                                                         | 15.4                                                                         | 17.1                                                                         | 21.2                                                                         | 202.8                                                                        | 358.1                                                                        | 363.7                                                                        | 158.3                                                                        | 73.1                                                                         | 10.2                                                                         | 6.2                                                                          | 1248.2                                                                       |
| Días de lluvias (≥ 1 mm)                                                     | 0.8                                                                          | 0.8                                                                          | 1.4                                                                          | 1.5                                                                          | 1.8                                                                          | 8.7                                                                          | 15.2                                                                         | 14.6                                                                         | 8.5                                                                          | 3.6                                                                          | 0.7                                                                          | 0.5                                                                          | 58.1                                                                         |
| Humedad relativa (%)                                                         | 44                                                                           | 34                                                                           | 27                                                                           | 22                                                                           | 23                                                                           | 48                                                                           | 70                                                                           | 75                                                                           | 68                                                                           | 60                                                                           | 53                                                                           | 48                                                                           | 48                                                                           |
| Fuente: India Meteorological Department                                      |                                                                              |                                                                              |                                                                              |                                                                              |                                                                              |                                                                              |                                                                              |                                                                              |                                                                              |                                                                              |                                                                              |                                                                              |                                                                              |